# Бассалик, Казимеж
Казимеж Бассалик (пол. Kazimierz Bassalik; 12 июня 1879, Бжези около Плешева (ныне Великопольского воеводства — 27 июня 1960, Варшава) — польский учёный, ботаник, профессор физиологии растений Варшавского университета, действительный член Польской Академии наук. Один из создателей польской школы микробиологии.

## Биография
Родился в семье сельского учителя. Окончил факультет лесоводства Дрезденского технического университета в г. Тарандте. Продолжил образование в университетах им. Гумбольдта в Берлине и Базеле.
В Базельском университете ему была присвоена степень доктора наук.
В 1912 году — ассистент Ботанического института при Базельском университете, с 1914 по 1918 год — доцент.
В 1918 году, вернувшись в Польшу, занял пост руководителя отдела микробиологии Национального государственного научно-исследовательского института сельского хозяйства в Пулавах.
В марте 1921 года на базе отдела был создан Институт физиологии растений. Первым руководителем института стал профессор Казимеж Бассалик.
С 1919 по 1960 год — профессор, заведующий кафедрой физиологии растений Варшавского университета.
Бассалик был активистом и организатором, секретарем, а затем президентом Академии технических наук. Один из создателей и член Польского биохимического общества.
Член Варшавского научного общества, Польской академии знаний и Польской академии наук. С 1957 г. — действительный член Академии наук. Почетный член Польского ботанического общества.

## Научная деятельность
Проводил исследования в области физиологии растений. Автор многих работ, монографий, статей и докладов, в том числе опубликованных в «Acta Societatis Botanicorum Poloniae», редактором которых он был.

## Избранные труды
- Über die Verarbeitung der Oxalsäure durch Bacillus extorquens n.sp (1913)
- Русско-польский сельскохозяйственный словарь / Rosyjsko-polski słownik rolniczy. (1966, в соавт.)

## Награды
- дважды Орденом Возрождения Польши (командорским крестом и командорским крестом со звездой)
- лауреат Государственной премии Польши 1 степени (1952).

## Память
- В 2003 году в память об ученом комитетом микробиологии Польской Академии Наук учреждена ежегодная премия имени Казимежа Бассалика присуждаемая за лучшие работы в области польской микробиологии.

Похоронен на варшавском кладбище Повонзки.